# Robert Bentley
Robert Bentley (Hitchin, Inglaterra, 25 de março de 1821 – Londres, 24 de dezembro de 1893) foi um professor e botânico inglês. É conhecido pelos seus trabalhos "Manuais de Plantas" e "Plantas Medicinais".

## Biografia
Robert Bentley, como professor de botânica, escreveu e editou vários manuais de botânica com fins educativos. Em colaboração com  Henry Trimen elaborou um livro sobre as principais plantas medicinais empregadas como remédios em medicina. A obra contém ilustrações originais, descrições, propriedades, partes que são usadas como remédios e produtos que se obtém delas: "Medicinal Plants : being descriptions with original figures of the principal plants employed in medicine and an account of the characters, properties, and uses of their parts and products of medicinal value" Bentley, Robert & Trimen, Henry. 4 Volumes em 42 partes (1880).

## Publicações

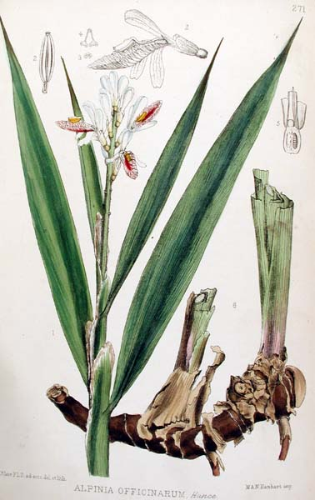
Lesser galangal shown in a plate from Medicinal Plants (1880)

- A Manual of Botany: including the structure, functions, classification, properties, and uses of plants, etc. (1861), Google Books
- Characters, Properties, and Uses of Eucalyptus (1874)
- Botany (1875, Londres)
- Medicinal Plants: being descriptions with original figures of the principal plants employed in medicine and an account of the characters, properties, and uses of their parts and products of medicinal value - written with Henry Trimen (1880, Londres, Churchill)
- The Student’s Guide to Structural, Morphological, and Physiological Botany (1883, Londres)

- A Text-book of Organic Materia Medica, comprising a description of the vegetable and animal drugs of the British Pharmacopoeia, with other non-official medicines, etc. (1887)